# Urocystis avenae-elatioris
Urocystis avenae-elatioris är en svampart som först beskrevs av Kochman, och fick sitt nu gällande namn av George Lorenzo Ingram Zundel 1953. Urocystis avenae-elatioris ingår i släktet Urocystis och familjen Urocystidaceae.   Inga underarter finns listade i Catalogue of Life.